# Costloff
Costloff ist eine Wüstung in der Nähe von Medenbach, einem an den Ausläufern des Taunus gelegenen, östlichen Vorort von Wiesbaden. An dieses ehemalige Dorf erinnert noch der Flurname „Kosloff“, circa 500 Meter südlich von Medenbach am Weg zum Nachbarort Breckenheim.

## Schreibweise des Namens

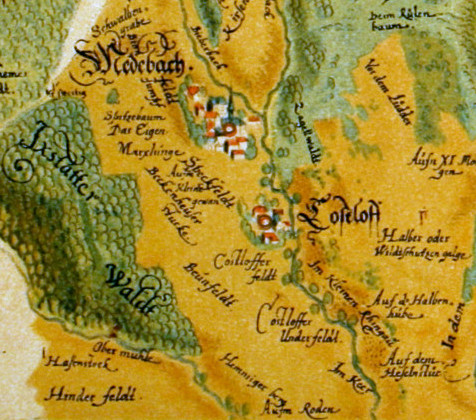
Medenbach und Costloff in Wilhelm Dilichs Landtafeln

Costloff ist die offizielle Schreibweise für den untergegangenen Ort. Als neuer Straßenname wurde er bereits 1975 vor der Eingemeindung Medenbachs 1977 nach Wiesbaden in das Straßenverzeichnis der Landeshauptstadt Wiesbaden aufgenommen.
Man vermutet, dass sich der Ortsname bis in fränkische Zeit zurückverfolgen lässt. Urkunden belegen unterschiedliche Schreibweisen z. B.: „Costolf“ im 13. bis zum 15. Jahrhundert, „Kostorf“ für das Jahr 1323 und „Costlof(f)“, „Kostenloff“ oder „Cosloff“ im 16. Jahrhundert. Auf der Landkarte des Topografen Wilhelm Dilich von 1607 findet sich schließlich die heutige Schreibweise „Costloff“.

## Geschichte

### Vorgeschichte
Aus vorgeschichtlicher Zeit belegen nicht nur Lesefunde aus dem Neolithikum, wie schnurkeramische Tonscherben, eine sehr frühe Besiedlung der Örtlichkeit von Costloff. Darüber hinaus wurde diese bestätigt durch geophysikalische Untersuchungen an der Erdoberfläche dieses Gebietes, die 2003 mit Hilfe eines Fluxgate-Magnetometers vom Medenbacher Heimat- und Geschichtsverein durchgeführt wurden.
Auf ehemals weitreichende Handelsbeziehungen in vorgeschichtlicher Zeit weist ein selten gut erhaltener sogenannter Napoleonshut hin. Dabei handelt es sich um einen keltischen Mahlstein der La-Tène-Zeit, der aus Eifeler Basaltlava hergestellt wurde.
Jüngere Lesefunde aus römischer Zeit belegen zwar eine weitergehende Besiedlung des Ortes, jedoch wären weitere geoelektrische Messungen nötig, um beispielsweise den vermuteten Standort einer römischen Villa ausfindig machen zu können.

### Mittelalter
Aus der Völkerwanderungszeit und aus dem Frühmittelalter haben sich offensichtlich keine Zeugnisse erhalten. Erst am Ende des Hochmittelalters, 1252, wurde Costloff urkundlich erstmals erwähnt.
Im Spätmittelalter, 1492, ist Costloff mit weiteren Dörfern des sogenannten Ländchens an den hessischen Landgrafen Wilhelm III. aus dem Haus Hessen übergegangen.
Am Anfang des 16. Jahrhunderts zählte Costloff mehr Einwohner als Medenbach und schien ob seiner fruchtbaren Ackerböden recht wohlhabend gewesen zu sein. Interessanterweise wurde damals an seinen der Siedlung gegenüberliegenden Südhängen – genauso wie z. B. in den Nachbarorten Nordenstadt oder Igstadt und andernorts im Ländchen auch – mit Erfolg Wein angebaut, der bis in die Niederlande verkauft wurde.
1587 sank die Bevölkerung in Costloff auf 9 Familien, während die in Medenbach auf 120 angewachsen war. 1592 und 1604 wurde der Ort offensichtlich zum letzten Mal genannt, als er zusammen mit Medenbach veranschlagt wurde. 1630 ist dies nicht mehr der Fall.
Man kann also davon ausgehen, dass Costloff im ersten Jahrzehnt des Dreißigjährigen Kriegs niedergebrannt wurde und anschließend zur Wüstung verkam. Aus den Ruinen holten sich die Medenbacher Baumaterialien – z. B. Eichenbalken der ehemaligen Fachwerkhäuser, die noch brauchbar waren – und verwendeten sie, um Ställe und Scheunen zu errichten, wo sie teilweise heute noch in situ zu identifizieren sind.